# Panna cotta

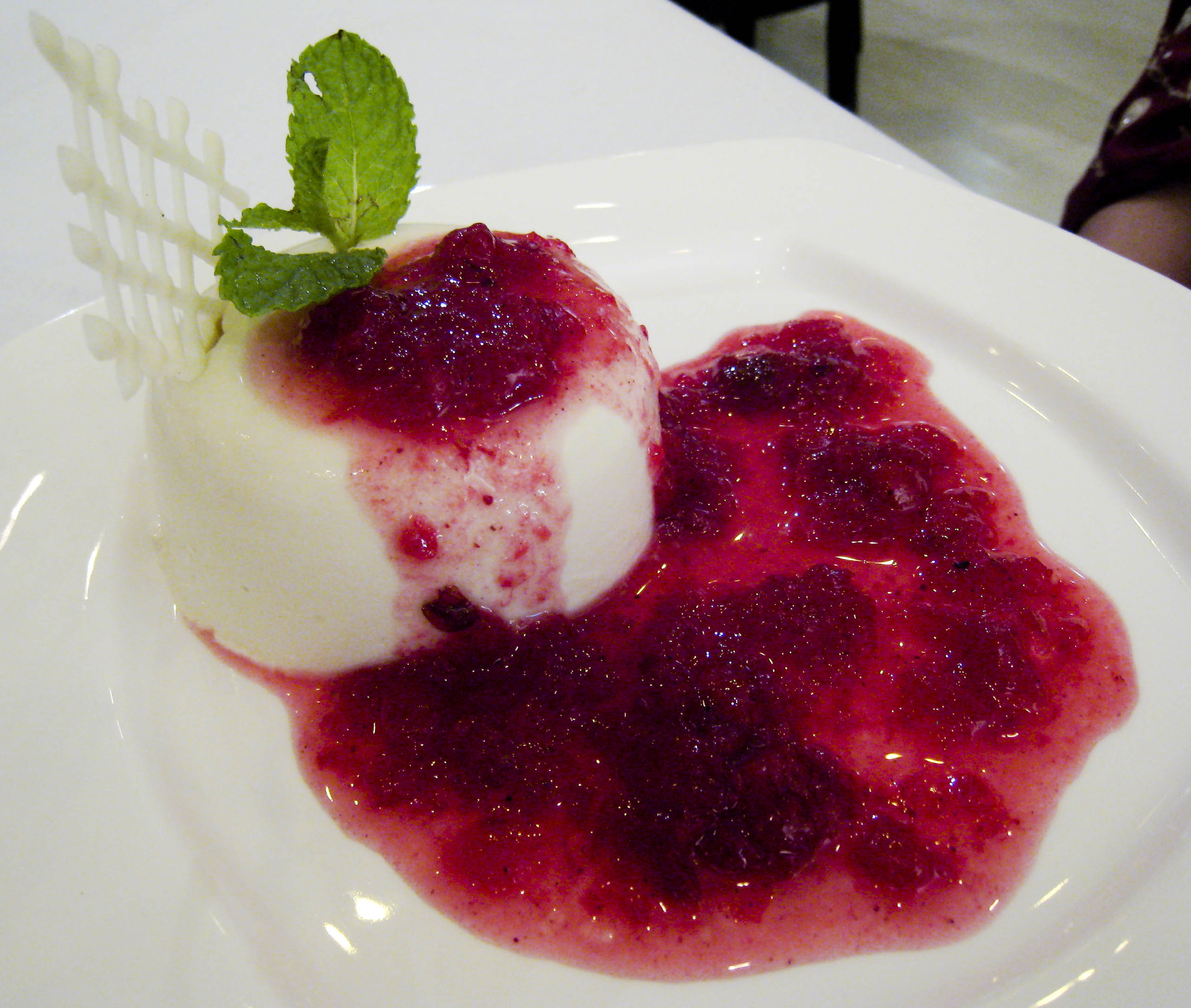
Panna cotta z dodatkiem owocowym

Panna cotta (wł. dosł. „gotowana śmietanka”) – rodzaj deseru pochodzenia północnowłoskiego (wymienia się Emilię-Romanię, Piemont lub Toskanię).
Śmietankę podgrzewa się razem z żelatyną oraz różnymi dodatkami (wanilia, mus owocowy, skórka cytrusowa), a następnie wylewa do krągłej foremki. Po przestudzeniu otrzymaną w ten sposób babeczkę wykłada się do góry dnem i przybiera, najczęściej owocami albo sosem owocowym.